# Joel the Lump of Coal
«Joel the Lump of Coal» (en español: «Joel, el trozo de carbón»)  es una canción de la banda de rock de Las Vegas The Killers, la cual fue incluida en el late night show conducido por Jimmy Kimmel; fue lanzada el 1 de diciembre de 2014. La canción es el noveno villancico consecutivo anual que la banda ha lanzado. Al igual que sus anteriores lanzamientos navideños, todas las ganancias provenientes de esta canción son destinadas contra la lucha del sida como parte de la campaña Product Red. El anuncio y el debut del villancico se produjeron en el programa Jimmy Kimmel Live!, en donde el vídeo musical fue transmitido, además de haberse presentado un montaje sobre el proceso de grabación.

## Vídeo musical
El vídeo musical animado fue estrenado por primera vez a través del programa Jimmy Kimmel Live! el 1 de diciembre de 2014. El estilo del vídeo es similar a las animaciones con stop motion utilizadas en «Rudolph, el reno de la nariz roja» (1964) y «Frosty, el muñeco de nieve» (1969), aunque usando una versión de collage digital. La canción cuenta la historia de Joel, un trozo de carbón que vive en el Polo Norte. Joel se emociona cuando Papá Noel lo escoge para ser el regalo de un niño, pero él se decepciona al saber que en vez de ser un regalo especial será un regalo para un niño travieso. Joel, a regañadientes, acepta su destino, aunque pronto se da cuenta de que es el regalo que el niño travieso necesita para cambiar su conducta. Al final, un desinteresado Joel se convierte en un diamante para hacer feliz al niño travieso.
La canción fue escrita por Jimmy Kimmel, Jonathan Bines y The Killers (Flowers, Keuning, Vannucci y Stoermer), además de contar con la participación de Tony Barbieri. El vídeo fue dirigido por Jonathan Kimmel, producido por Jennifer Sharron y editado por Jason Bielski. La animación estuvo a cargo de Sean Michael Solomon, Julian Petschek, Jonathan Kimmel, Jesse Griffith y Patrick Campbell, con Bernd Reinhardt como director de fotografía y Jim Alario como el encargado de la cámara. El sonido fue mezclado en Henson Studios, siendo Brian Angely y Todd JeanPierre los diseñadores de sonido.

## Formatos
Descarga digital
1. «Joel the Lump of Coal» – 3:58